# Filadelfia de Guanacaste
Filadelfia de Guanacaste – miasto w Kostaryce, w prowincji Guanacaste.